# Gaylussacia incana
Gaylussacia incana là một loài thực vật có hoa trong họ Thạch nam. Loài này được Cham. mô tả khoa học đầu tiên năm 1826.